# 달성 태고정
달성 태고정(達城 太古亭)은 대한민국 대구광역시 달성군 하빈면 묘리에 있는 조선시대의 가옥이다. 1971년 12월 6일 대한민국의 보물 제554호로 지정되었다.

## 개요
이 건물은 조선 성종 10년(1479) 박팽년의 손자인 박일산이 세운 별당건축이다. 지금 있는 건물은 선조 25년(1592) 임진왜란 때 불타서 일부만 남았던 것을 광해군 6년(1614)에 다시 지은 것이다. 일명 ‘일시루(一是樓)’라고도 한다. 현재 대청에는 임진왜란 후 치찰사로 온 윤두수의 한시를 새긴 현판과, 정유재란 후 명군 선무관이 남긴 액자 들이 있다.
네모난 모양의 단 위에 서 있으며 앞면 4칸 ·옆면 2칸 크기로, 동쪽 2칸은 대청마루이고, 서쪽 2칸은 방으로 꾸몄다. 대청 앞면은 개방되어 있는데 옆면과 뒷면에는 문을 달았을 것으로 추정한다. 대청 앞 기둥 사이에는 2층으로 된 난간을 설치하였다. 서쪽에는 온돌방과 부엌을 마련해 놓았는데 단순한 아궁이가 아닌 부엌을 한쪽 구석에 둔 것은 흔치않은 것이다.
규모는 그리 크지 않은 건물이지만 가구나 세부가공이 정교한 편이다.

## 참고 자료
- 달성 태고정 - 국가유산청 국가유산포털